# 勳州 (廣東)
勋州， 唐哀帝天祐元年（905年）改辩州置勋州，治所在石龙县（今广东化州市）。辖境相当今广东化州市及广西陆川县部分地。五代十国南汉改为辩州。